# It's No Secret
"It's No Secret" er en popballade af den australske sangerinde Kylie Minogue fra hendes debutalbum Kylie (1988), udgivet som den femte single. Sangen blev skrevet og produceret af Stock, Aitken og Waterman.

## Udgivelse
Oprindelig planlagt for en verdensomspændende udgivelse blev det aflyst til fordel for singlen "Hand on Your Heart", udgivet det følgende år. Et bilede fra videoen af "It's No Secret" blev anvendt til albumcoveret af "Hand on Your Heart", mens sangen også blev anvendt som B-siden af den næste single "Wouldn't Change a Thing" i 1989.
Sangen var ikke meget vellykket på hitlisterne. "It's No Secret" nåede nummer 47 i New Zealand og nummer 37 i USA på Billboard. Men sangen nåede nummer fire i Japan og Top 40 i Canada.

## Formater og sporliste

### Nordamerikansk 7" vinyl single og kassette
1. "It's No Secret" – 3:55
2. "Made in Heaven" – 3:24

### Nordamerikansk 12" vinyl single
1. "It's No Secret" (Extended) – 5:46
2. "Made in Heaven" (Maid in England Mix) – 6:20

### Japansk 7" vinyl single
1. "It's No Secret" – 3:55
2. "Made in Heaven" – 3:24

### Japansk 3" CD single
1. "It's No Secret" – 3:55
2. "Look My Way" – 3:35

### Japansk 12" vinyl single
1. "It's No Secret" (Extended) – 5:46
2. "The Loco-Motion" (Sankie Mix – Long Version) – 6:55

### New Zealand 7" single
1. "It's No Secret" – 3:55
2. "It's No Secret" (Instrumental) – 3:55

### Australsk 12" single
1. "It's No Secret" (Extended) – 5:46
2. "It's No Secret" (Instrumental) – 3:55